# توماس هيلي
توماس هيلي (بالإنجليزية: Thomas Healy)‏ هو لاعب كرة قاعدة أمريكي، ولد في 30 أكتوبر 1895 في ألتونا في الولايات المتحدة، وتوفي في 10 يناير 1977 في كليفلاند في الولايات المتحدة.

## وصلات خارجية
- توماس هيلي على موقع أرشيف الشارخ.
- توماس هيلي على موقعبيزبول رفرنس.كوم (الدوري الرئيسي) (الإنجليزية)
- توماس هيلي على موقعبيزبول رفرنس.كوم (الدوري الثانوي) (الإنجليزية)